# 400 mètres haies masculin aux championnats du monde d'athlétisme 2009
Navigation
Osaka 2007 Daegu 2011
L'épreuve du 400 mètres haies  masculin des championnats du monde de 2009 s'est déroulée du 15 au 18 août 2009 dans le Stade olympique de Berlin, en Allemagne. Elle est remportée par l'Américain Kerron Clement.

## Critères de qualification
Pour se qualifier (minima A), il faut avoir réalisé moins de 49 s 25 du 1er janvier 2008 au 3 août 2009. Le minima B est de 49 s 80.

## Résultats

### Finale
| Rang               | Athlète            | Temps        |
| ------------------ | ------------------ | ------------ |
| Médaille d'or      | Kerron Clement     | 47 s 91 (WL) |
| Médaille d'argent  | Javier Culson      | 48 s 09 (NR) |
| Médaille de bronze | Bershawn Jackson   | 48 s 23      |
| 4                  | Jehue Gordon       | 48 s 26 (NR) |
| 5                  | Periklís Iakovákis | 48 s 42 (SB) |
| 6                  | Danny McFarlane    | 48 s 65      |
| 7                  | David Greene       | 48 s 68      |
| 8                  | Felix Sánchez      | 50 s 11      |

### Demi-finales
Les 3 premiers de chaque demi-finale et les deux meilleurs temps sont qualifiés.
| Rang | Athlète         | Temps          |
| ---- | --------------- | -------------- |
| 1    | Kerron Clement  | 48 s 00 Q (SB) |
| 2    | Felix Sánchez   | 48 s 34 Q (SB) |
| 3    | Javier Culson   | 48 s 43 Q      |
| 4    | Danny McFarlane | 48 s 49 q      |
| 5    | Jehue Gordon    | 48 s 77 q      |
| 6    | L. J. van Zyl   | 48 s 80        |
| 7    | Andrés Silva    | 49 s 34 (NR)   |
| 8    | Brendan Cole    | 49 s 92        |

| Rang | Athlète            | Temps     |
| ---- | ------------------ | --------- |
| 1    | Bershawn Jackson   | 48 s 23 Q |
| 2    | David Greene       | 48 s 27 Q |
| 3    | Periklís Iakovákis | 48 s 73 Q |
| 4    | Isa Phillips       | 48 s 93   |
| 5    | Omar Cisneros      | 49 s 21   |
| 6    | Johnny Dutch       | 49 s 28   |
| 7    | Tristan Thomas     | 49 s 76   |
| 8    | Kazuaki Yoshida    | 50 s 34   |

### Séries
Les 3 premiers de chaque séries (Q) plus les 4 meilleurs temps (q) se qualifient pour les demi-finales.
| Rang | Athlète            | Temps          |
| ---- | ------------------ | -------------- |
| 1    | Isa Phillips       | 48 s 99 Q      |
| 2    | Periklís Iakovákis | 49 s 12 Q (SB) |
| 3    | Johnny Dutch       | 49 s 38 Q      |
| 4    | Andrés Silva       | 49 s 51 q (NR) |
| 5    | Kenji Narisako     | 49 s 60        |
| 6    | Stanislav Melnykov | 50 s 41        |
| 7    | Mahau Sugimachi    | 51 s 05        |
| 8    | Jussi Heikkilä     | 51 s 42        |

| Rang | Athlète          | Temps          |
| ---- | ---------------- | -------------- |
| 1    | Javier Culson    | 49 s 27 Q      |
| 2    | Bershawn Jackson | 49 s 34 Q      |
| 3    | Kazuaki Yoshida  | 49 s 45 Q (PB) |
| 4    | Tristan Thomas   | 49 s 53 q      |
| 5    | Rhys Williams    | 49 s 88        |
| 6    | Ibrahim Maïga    | 51 s 70        |
| 7    | Héni Kechi       | DQ             |
| 8    | Josef Robertson  | DQ             |

| Rang | Athlète           | Temps          |
| ---- | ----------------- | -------------- |
| 1    | Kerron Clement    | 48 s 39 Q      |
| 2    | Danny McFarlane   | 48 s 65 Q      |
| 3    | Jehue Gordon      | 48 s 66 Q (NR) |
| 4    | Felix Sánchez     | 48 s 76 q (SB) |
| 5    | Omar Cisneros     | 49 s 27 q      |
| 6    | Michaël Bultheel  | 49 s 67 (PB)   |
| 7    | Jonathan Williams | 52 s 41        |
| 8    | Joseph G. Abraham | DQ             |

| Rang | Athlète              | Temps     |
| ---- | -------------------- | --------- |
| 1    | David Greene         | 48 s 76 Q |
| 2    | L.J. van Zyl         | 49 s 48 Q |
| 3    | Brendan Cole         | 49 s 63 Q |
| 4    | Fadil Bellaabouss    | 49 s 73   |
| 5    | Aleksandr Derevyagin | 49 s 83   |
|      | Angelo Taylor        | DQ        |
| 7    | Kurt Couto           | DQ        |
|      | Ali Obaid Shirook    | DNF       |

## Légende
Records et Performances
- AR : Record continental (area record)
- CR : Record des championnats (championship record)
- MR : Record du meeting (meet record)
- NR : Record national (national record)
- OR : Record olympique (olympic record)
- PR : Record paralympique (paralympic record)
- PB : Record personnel (personal best)
- SB : Meilleure performance personnelle de la saison (season's best)
- WL : Meilleure performance mondiale de l'année (world leader)
- WJR : Record du monde junior (world junior record)
- WR : Record du monde (world record)

Circonstances et Conditions
- DNF : N'a pas terminé (did not finish)
- DNS : N'a pas pris le départ (did not start)
- DQ : Disqualification (disqualification)
- NM : Aucun essai valable enregistré (No Mark)
- Q : Qualifié « directement » au prochain tour (ou à la prochaine compétition), lors d'une compétition majeure, grâce au classement ou à la réalisation des minima (automatic qualifier)
- q : Qualifié au prochain tour (ou à la prochaine compétition), lors d'une compétition majeure, grâce au repêchage ou à la réalisation de l'une des meilleures performances parmi celles des « non qualifiés directement » (grâce au meilleur temps ou à la meilleure distance par exemple) (secondary qualifier)